# En Kvindeskæbne (film fra 1931)
 For alternative betydninger, se En kvindeskæbne. (Se også artikler, som begynder med En kvindeskæbne)
En Kvindeskæbne (originaltitel East Lynne) er et amerikansk dramafilm fra 1931, instrueret af Frank Lloyd. Manuskriptet blev skrevet af Tom Barry og Bradley King baseret på romanen East Lynne fra 1861 af Ellen Wood. Filmen havde Ann Harding, Clive Brook, Conrad Nagel og Cecilia Loftus i hovedrollerne.
Filmen blev nomineret til en Oscar for bedste film.

## Eksterne Henvisninger
- En Kvindeskæbne på Internet Movie Database (engelsk)
- En Kvindeskæbne i Svensk Filmdatabas (svensk)
- En Kvindeskæbne på AlloCiné (fransk)
- En Kvindeskæbne på MovieMeter (nederlandsk)
- En Kvindeskæbne på AllMovie (engelsk)
- En Kvindeskæbne hos American Film Institute (engelsk)
- En Kvindeskæbnes profil hos Encyclopædia Britannica Online (engelsk)
- En Kvindeskæbne på Turner Classic Movies (engelsk)
- En Kvindeskæbne på The Movie Database (engelsk)
- En Kvindeskæbne på Rotten Tomatoes (engelsk)